# Pet Sematary II
Pet Sematary II is een Amerikaanse horrorfilm uit 1992 met onder anderen Edward Furlong, Anthony Edwards, Clancy Brown en Lisa Waltz. De regie werd verzorgd door Mary Lambert.
De film is een vervolg op Pet Sematary uit 1989, naar het gelijknamige boek van Stephen King.

## Verhaal
Jeff Matthews is de zoon van een dierenarts en een actrice. Wanneer zij onder zijn ogen op de set wordt geëlektrocuteerd, verhuist hij met zijn vader Chase naar Ludlow in Maine, waar zijn ouders vandaan komen.
Jeff wordt gepest door de plaatselijke jeugd en raakt zodoende bevriend met een andere buitenstaander, Drew. Drew woont bij zijn moeder Amanda en zijn stiefvader Gus Gilbert, die sheriff is. Gus is niet bepaald de ideale vader en geeft Drew een militaire en harde opvoeding. Op een gegeven moment schiet Gus Zowie, de hond van Drew dood. Drew wil de hond samen met Jeff begraven op de oude Indianenbegraafplaats, waarvan gezegd wordt dat deze over herlevingskrachten beschikt. Zowie komt inderdaad weer tot leven, maar hij is duidelijk veranderd. Wanneer het kwaad ontwaakt, komen de jongens tot de conclusie dat ze de begraafplaats beter ongemoeid hadden kunnen laten.

## Rolverdeling
| Acteur           | Personage         |
| ---------------- | ----------------- |
| Edward Furlong   | Jeff Matthews     |
| Anthony Edwards  | Chase Matthews    |
| Clancy Brown     | Gus Gilbert       |
| Jason McGuire    | Drew Gilbert      |
| Lisa Waltz       | Amanda Gilbert    |
| Darlanne Fluegel | Renee Hallow      |
| Jared Rushton    | Clyde Parker      |
| Sarah Trigger    | Marjorie Hargrove |
| Jim Peck         | Quentin Yolander  |